# География мысли
География мысли (англ. The Geography of Thought: How Asians and Westerners Think Differently...and Why) — книга социального психолога Ричарда Нисбетта, опубликованная Free Press в 2003 году. Анализируя различия между Азией и Западом, он утверждает, что культурные различия влияют на мыслительные процессы людей в большей степени, чем предполагалось.

## Тезис
В своей книге Нисбетт демонстрирует, что «люди на самом деле думают и даже видят мир по-разному из-за разницы в экологии, социальных структурах, философиях и образовательных системах, восходящих к Древней Греции и Китаю». По сути, книга предполагает, что человеческое поведение не является «жёстко запрограммированным», а является функцией культуры.
Книга предполагает, что страсть к сильной онтологии и научной рациональности, основанной на прямом выводе из аксиом, по сути, является «западным» феноменом. Автор утверждает, что страсть Древней Греции к абстрактным категориям, по которым можно систематизировать весь мир, является прототипом западного понимания, как и понятие причинности.
В китайской интеллектуальной традиции нет необходимой несовместимости между верой в то, что А имеет место, и верой в то, что не-А имеет место быть. Напротив, в духе Дао или принципа инь-ян, А может фактически подразумевать, что не-А также имеет место или, во всяком случае, скоро будет… События не происходят изолированно от других событий, но всегда включены в значимое целое, в котором элементы постоянно меняются и перестраиваются. [В китайском подходе к рассуждениям] думать об объекте или событии изолированно и применять к ним абстрактные правила — значит делать несусветные и ошибочные выводы. Это Срединный путь, который является целью рассуждений.
Другими словами, автор утверждает, что закон исключённого третьего не применяется в китайской мысли, и что применяется другой стандарт. Другие мыслители описали это как герменевтическую разумность.
В главе 3 мы увидели, что социальная организация и обычаи современных азиатов напоминают таковые у древних китайцев, а социальная организация и обычаи современных европейцев напоминают таковые у древних греков. В этой главе мы увидели, что современные азиаты, как и древние китайцы, смотрят на мир целостным образом: они видят большую часть поля, особенно фоновые события; они умеют наблюдать отношения между событиями; они считают мир сложным и очень изменчивым, а его компоненты взаимосвязанными; они видят события как движение между крайностями; и они чувствуют, что контроль над событиями требует координации с другими. Современные жители Запада, как и древние греки, видят мир в аналитических, атомистических терминах; они видят объекты как отдельные и отделённые от окружающей их среды; они рассматривают события как движущиеся линейно, когда они движутся вообще; и они чувствуют, что лично контролируют события, даже когда это не так. Мало того, что мировоззрения различаются концептуально, но и мир буквально рассматривается по-разному. Азиаты видят общую картину и видят объекты в связи с окружающей их средой — настолько, что им может быть трудно визуально отделить объекты от окружающей их среды. Жители Запада сосредотачиваются на объектах, игнорируя поле, и они буквально видят меньше объектов и взаимосвязей в окружающей среде, чем азиаты.

## Другие смыслы
Из теории Нисбетта можно следуют определённые выводы. Например, в праве восточная и западная культуры определяют разные приоритеты и роли закона в обществе. Соотношение юристов к инженерам в США в сорок раз выше, чем в Японии. Более того, роль юристов США, как правило, заключается в урегулировании юридических конфликтов, и цель состоит в том, чтобы требовать справедливости с явным победителем и проигравшим, основанной на универсальных принципах справедливости, которые в равной степени применимы ко всем. Напротив, восточных юристов чаще используют в качестве посредников для уменьшения враждебности и достижения компромисса; принципы, по которым они действуют, более гибкие и обстоятельные.

## Реакция критики
Культурный антрополог Шерри Ортнер написала критический обзор в «Нью-Йорк Таймс», указав на методологические (большинство экспериментальных субъектов — студенты колледжей, что приводит к смещению выборки), а также на интерпретационные недостатки («Какая разница должна быть между азиатами и жителями Запада в конкретном эксперименте, чтобы продемонстрировать культурное разделение?»). Она наиболее критически отнеслась к его «неустанной попытке втиснуть всё в дихотомию Азии и Запада… в эти монолитные единицы Востока и Запада», не обращая внимания на «различия внутри категорий», таких как пол, религия, этническая принадлежность, которые иногда признаются, но обычно остаются без внимания».
Другие обзоры были более благосклонны, обращая внимание на общие фразы Нисбетта и употребление слов. Он отмечает, что «жители Восточной Азии» обозначают китайцев, японцев и корейцев, а «жители Запада» обычно означают «Америку, но могут быть распространены на остальную часть англосферы, а иногда и на Европу». Роберт Стернберг, президент Американской психологической ассоциации, назвал произведение «знаковой книгой».